# Jesus in der Popmusik
Jesus von Nazaret als zentrale Person des Christentums wurde auch von der populären Musik thematisch behandelt. Eine Übersicht über das Motiv Jesus in der Popmusik wird hier in Form einer Liste gegeben.
Dieses Motiv ist, wie auch in anderen Bereichen populärer Kultur, weit verbreitet (Literatur, Film, Werbung etc.).

## Geschichte
So kann man eine Linie, angefangen bei den Negro Spirituals und Gospels über den Blues zum Soul zu den Anfängen des Rock ’n’ Roll, ziehen. Das Jesusmotiv ist in allen Genres populärer Musik zu finden – vom Rock ’n’ Roll über Metal und Popmusik bis zum HipHop. Dabei kann man grob drei Bereiche unterscheiden:
- Songs, in denen Jesus die Hauptperson ist und Bereiche seines Lebens nacherzählt und gedeutet werden: Barclay James Harvest: Hymn (1975); Queen: Jesus (1973). Dabei reicht das Spektrum von Affirmation bis zu extremer Ablehnung. Bei positiv besetzen Songs ist Jesus oft Empfänger von Gebeten und Bitten. Darüber hinaus wird Jesus auch oft als Erlöser und Retter angesehen.
- Songs, die den Missbrauch und die Vereinnahmung der Person Jesu durch Einzelpersonen und Institutionen kritisieren: Genesis: Jesus He Knows Me (1991); Skunk Anansie: Selling Jesus (1995); Bad Religion: American Jesus (1993)
- Songs, die nur einen kleinen Teil des Textes oder nur einzelne Textzeilen in Verbindung mit Jesus bringen: John Lennon: God (1970); Simon and Garfunkel: Mrs. Robinson (1968)

Die folgende Liste, die keinen Anspruch auf Vollständigkeit erhebt, nimmt hauptsächlich Songs auf, die eine gewisse mediale Verbreitung und Popularität erlangen konnten (ausgenommen wurde explizit christliche Popmusik). Dabei ist noch einmal zwischen Nennung im Text und Darstellung im dazugehörigen Musikvideo zu unterscheiden.
| Datum | Titel                               | Band                          | Album                                            | Regisseur                               | Textauszug/Anmerkung |
| ----- | ----------------------------------- | ----------------------------- | ------------------------------------------------ | --------------------------------------- | --- |
| 2013  | Lieder                              | Adel Tawil                    | Lieder                                           |                                         | Text: „Mein persönlicher Jesus“; in Anlehnung an das Lied von Depeche Mode von 1989 |
| 2011  | Black Jesus†Amen Fashion            | Lady Gaga                     | Born This Way                                    |                                         | Text: „Black Jesus, Black Jesus, Black Jesus/ Jesus is the new black.“ |
| 2011  | Judas                               | Lady Gaga                     | Born This Way                                    | Laurie Ann Gibson                       | „I wanna love you/ But something’s pulling me away from you/ Jesus is my virtue, Judas is the demon I cling to, I cling to.“ |
| 2011  | Bloody Mary                         | Lady Gaga                     | Born This Way                                    |                                         | Text: „I’ll dance, dance, dance/ With my hands, hands, hands/ Above my head, head, head/ Like Jesus said.“ |
| 2010  | Personal Jesus                      | Nina Hagen                    | Personal Jesus                                   |                                         | Cover von Depeche Mode 1989 |
| 2009  | East Jesus Nowhere                  | Green Day                     | 21st Century Breakdown                           |                                         | Text: „I want to know who’s allowed to breed all the dogs who never learned to read, Missionary politicians and the cops of a new religion.“ |
| 2007  | Rock N Roll Jesus                   | Kid Rock                      | Rock N Roll Jesus                                |                                         | Text: „It’s all sex, drugs, rock n roll/ A soul sensation that you can’t control/ And you can see I practice what I preach/ I’m your rock n roll Jesus.“ |
| 2007  | You Just Can’t Beat Jesus Christ    | Billy Joe Shaver, Johnny Cash | Everybody’s Brother                              |                                         | Text: „He was born to be known as everybody’s brother/ He is the Father Son and Mary is his mother/ He is a ’scuse my slanguage, well a compound country kinda guy/ Yes he is/ Ain’t no way to get around it, you just can’t beat Jesus Christ/ No you can’t.“ |
| 2006  | What I’ve Been Looking For          | Ashley Tisdale, Lucas Grabeel | High School Musical                              |                                         | |
| 2006  | Lord Give Me a Sign                 | DMX                           | Year of the Dog… Again                           | Marc Klasfeld                           | Text: „The spoken word is stronger than the strongest man. Carrys the whole world like his strongest hand. Through the trials and tribulations you never let us down. Jesus, I know you hear with us now, Jesus, I know you still with us now. Keep it real with us now.“ |
| 2006  | Hater                               | Everclear                     | Welcome to the Drama Club                        |                                         | |
| 2005  | Plastic Jesus                       | Billy Idol                    | Devil’s Playground                               |                                         | Cover von The Goldcoast Singers 1957 |
| 2005  | Jesus, Take the Wheel               | Carrie Underwood              | Some Hearts                                      | Roman White                             | Text: „Jesus take the wheel, take it from my hands, cause I can’t do this all on my own. I’m letting go, So give me one more chance to save me from this road I’m on.Jesus take the wheel.“ |
| 2005  | Jesusland                           | Ben Folds                     | Songs for Silverman                              |                                         | |
| 2005  | Jesus was an only Son               | Bruce Springsteen             | Devil & Dust                                     |                                         | Text: „Jesus was an only son as he walked up Calvary Hill. His mother Mary walking beside him. In the path where his blood spilled. Jesus was an only son. In the hills of Nazareth As he lay reading the Psalms of David At his mother’s feet.“ |
| 2005  | Drugs or Jesus                      | Tim McGraw                    | Live Like You Were Dying                         | Sherman Halsey                          | |
| 2004  | You saved me                        | R. Kelly                      | Happy People                                     | Little X                                | Text: „I was shot 4 times and before I knew it, I was on my knees. Blood gushing out my body my hearts beatin fast. I don’t know what I’mma do, I don’t think I’m gonna last. Then I began to flash back on the pains I’ve done in my past. Then I heard a small voice that said to me ‘I’ll give you peace if u believe’. I accepted Christ that day hallelujah, now I’m free.“ |
| 2004  | Jesus of Suburbia                   | Green Day                     | American Idiot                                   | Samuel Bayer                            | |
| 2004  | Personal Jesus                      | Marilyn Manson                | Lest We Forget: The Best Of                      | Nathan Cox                              | |
| 2003  | Heaven I Need a Hug                 | R. Kelly                      |                                                  |                                         | Text: „All these questions deep inside my mind/ Like if Jesus loved me, why he leave my side, mama/ I’m still tryin’ to get the answer why/ You were young, 45, and you had to die.“ |
| 2003  | !Hero                               | Eddie DeGarmo                 |                                                  |                                         | Rockopera; „What if Jesus was born in Bethlehem, Pennsylvania?“ |
| 2003  | Jesus walks                         | Kanye West                    | The College Dropout                              |                                         | Es existieren drei verschiedene Musikvideos zu diesem Stück: Version 1: In der Kirche (Michael Haussman), Version 2: In der Wüste (Chris Milk), Version 3: Coodie & Chike & Kanye West |
| 2002  | Hurt                                | Johnny Cash                   | American IV: The Man Comes Around                | Mark Romanek                            | Text: „I wear this crown of thorns upon my liar’s chair. Full of broken thoughts I cannot repair.“ – Cover von Nine Inch Nails (1994) |
| 2002  | Personal Jesus                      | Johnny Cash                   | American IV: The Man Comes Around                |                                         | Cover von Depeche Mode 1989 |
| 2002  | Mrs. Jesus                          | Tori Amos                     | Scarlet’s Walk                                   |                                         | Text: „The gospel changes meaning, if you follow John or Paul, and could you ever let it be, the mary of it all […] there’s the something every day, and there’s someone always paging. My Mrs. Jesus, your walking on the water.“ |
| 2002  | This is me                          | Faith Hill                    | Cry                                              |                                         | Text: „Lord I try to love Jesus send my soul.“ |
| 2001  | Darkness of Christ                  | Slayer                        | God Hates Us All                                 |                                         | |
| 2000  | Black Jesus                         | Everlast                      | Eat at Whitey’s                                  |                                         | Text: „They call me white Devil, black Jesus. Heaven closes, Hell freezes, Black Jesus, white Moses. Heaven freezes, hell closes.“ |
| 1999  | Jesus Came from Outerspace          | Supergrass                    | Supergrass                                       |                                         | Text: „Jesus came from outta space and travelled from beyond the stars, he came down for peace on Earth and left in a second-hand car.“ |
| 1998  | Jesus                               | Marius Müller-Westernhagen    | Radio Maria                                      |                                         | Text: „Schenk mir dein Leben. Ich geb dir meines dafür. Jesus, ich werd’ nie aufgeben, bis an die Himmelstür. Jesus, spende mir Blut, bevor dir Sonne mich tötet. Jesus, spende mir Blut, bevor der Tag beginnt.“ |
| 1998  | Jesus in a Camper Van               | Robbie Williams               | I’ve been expecting you                          |                                         | |
| 1997  | I talk to Jesus                     | Bon Jovi                      | Destination Anywhere                             |                                         | Text: „I talk to Jesus, you don’t believe me, I talk to Jesus, I know he hears me, I talk to Jesus and Elvis Presley, I talk to Jesus, the king can save me.“ |
| 1996  | Blasphemy                           | Tupac Shakur                  | The Don Killuminati: The 7 Day Theory            |                                         | Text: „They say Jesus is a kind man, well he should understand times in this crime man, my thug nation. Do whatchu gotta do but know you gotta change.“ |
| 1996  | Like Jesus to a Child               | George Michael                |                                                  | Howard Greenhalgh                       | |
| 1996  | Until It Sleeps                     | Metallica                     | Load                                             | Samuel Bayer                            | |
| 1995  | Bullet With Butterfly Wings         | The Smashing Pumpkins         | Mellon Collie and the Infinite Sadness           | Samuel Bayer                            | Text: „Tell me I’m the only one. Tell me there’s no other one. Jesus was the only son... Despite all my rage am I still just a rat in a cage?“ |
| 1995  | Selling Jesus                       | Skunk Anansie                 | Paranoid and Sunburnt                            | Nick Burgess-Jones                      | |
| 1994  | Lunacy Booth                        | Therapy?                      | Troublegum                                       |                                         | |
| 1993  | Are You Gonna Go My Way             | Lenny Kravitz                 | Are You Gonna Go My Way                          | Mark Romanek                            | |
| 1993  | American Jesus                      | Bad Religion                  | Recipe for Hate                                  | Gore Verbinski                          | Text: „We’ve got the american Jesus, he helped build the president’s estate. I feel sorry for the earth’s population, ’cuz so few live in the USA, at least the foreigners can copy our morality. They can visit but they cannot stay, only precious few can garner the prosperity.“                                                                                             |
| 1993  | Heart-Shaped Box                    | Nirvana                       | In Utero                                         | Anton Corbijn                           | |
| 1993  | Shadow of Jesus                     | Hooters                       | Out of Body                                      |                                         | Text: „Living in the shadow of Jesus. It’s so hard to bear your cross every day. Was it easy for you, Christ, it’s murdering me. Now I’m down on my knees with a reason to pray.“ |
| 1992  | One                                 | U2                            | Achtung Baby                                     |                                         | Text: „Have you come here for forgiveness? Have you come to raise the dead? Have you come here to play Jesus? To the lepers in your head.“ |
| 1991  | Mad the Swine                       | Queen                         | Headlong                                         |                                         | Text: „I’ve been there before, a long time ago. But this time I wear no sandals. Ages past I gave all you people food and water, Three feet tall, so very small, I’m no trouble, I bring thunder and lightning. Sun and the rain for all the people in the land, a message of love I bring you from up above.“                                                                   |
| 1991  | Jesus He Knows Me                   | Genesis                       | We Can’t Dance                                   | Phil Collins                            | |
| 1991  | Quicksnad Jesus                     | Skid Row                      | Slave to the Grind                               |                                         | |
| 1990  | Snake of Christ                     | Danzig                        | Danzig II: Lucifuge                              |                                         | Text: „Serpent Jesus, Snake of christ, Nailed to a cross of holy design. Blood to water, Water to wine, whip the soul ’til a mother cries.“ |
| 1989  | Personal Jesus                      | Depeche Mode                  | Personal Jesus                                   | Anton Corbijn                           | |
| 1989  | alle Titel des Albums               | Peter Gabriel                 | Passion: Music for The Last Temptation of Christ | Martin Scorsese                         | Instrumentalalbum zu dem Film The Last Temptation of Christ |
| 1987  | Just Another Poor Boy               | Chris de Burgh                | Spanish Train & Other Stories                    |                                         | Text: „He said all men were brothers and that love could conquer all. Many gathered round to hear, many for his life did fear. In troubled times like these men seldom talked.“ |
| 1987  | Spanish Train                       | Chris de Burgh                | Spanish Train & Other Stories                    |                                         | |
| 1987  | Jesus Wants Me for a Sunbeam        | The Vaselines                 | Dying for It                                     |                                         | Text: „Jesus don’t want me for a sunbeam. ’Cause sunbeams are not made like me.“ |
| 1979  | Precious Angel                      | Bob Dylan                     | Slow Train Coming                                |                                         | Text: „You never mentioned one time the Man who came and died a criminal’s death […] On the way out of Egypt, through Ethiopia, to the judgment hall of Christ.“ |
| 1977  | Hymn                                | Barclay James Harvest         | Gone to Earth                                    |                                         | |
| 1976  | Jesus Came Down                     | Lake                          | Lake                                             | Detlef Petersen, James Hopkins-Harrison | |
| 1975  | In My Time of Dying                 | Led Zeppelin                  | Physical Graffiti                                |                                         | Text: „Jesus, gonna make up my dyin’ bed. / Meet me, Jesus, meet me. Meet me in the middle of the air / If my wings should fail me, Lord. / Please meet me with another pair.“ – Cover eines trad. Gospelsongs, zuerst aufgenommen von Blind Willie Johnson (1928). |
| 1975  | Gloria                              | Patti Smith                   | Horses                                           |                                         | Text: „Jesus died for somebody’s sins, but not mine.“ – Cover von Van Morrison (1964). |
| 1975  | Sweet Jesus                         | Barclay James Harvest         | Time Honoures Ghosts                             |                                         | |
| 1975  | We’ve been told (Jesus Coming soon) | Eric Clapton                  | There’s One in Every Crowd                       |                                         | |
| 1974  | Jesus                               | Cat Stevens                   | Buddha and the Chocolate Box                     |                                         | Text: „They crossed the wood, and hanged him, a long time ago. They still misunderstand him, For those who don’t know.“ |
| 1973  | Great King Rat                      | Queen                         | Queen                                            |                                         | |
| 1973  | Get up, stand up                    | The Wailers                   | Burnin’                                          |                                         | Text: „We sick an’ tired of-a your ism-skism game / Dyin’ ’n’ goin’ to heaven in-a Jesus’ name, Lord. We know when we understand: Almighty God is a living man.“ |
| 1973  | Jesus                               | Queen                         | Queen                                            |                                         | Text: „It all began with the three wise men, followed a star took them to Bethelehem. And made it heard throughout the land. Born was the leader of man. All going down to see the Lord Jesus.“ |
| 1973  | The Gospel Road                     | Johnny Cash                   | Gospel Road                                      |                                         | Jesusfilm von Johnny Cash |
| 1971  | Jesus Just Left Chicago             | ZZ Top                        | Tres Hombres                                     |                                         | |
| 1971  | Jesus Christ Superstar              | Andrew Lloyd Webber           |                                                  |                                         | |
| 1971  | Godspell                            | Stephen Schwartz              |                                                  |                                         | |
| 1971  | Levon                               | Elton John                    | Madman Across the Water                          |                                         | |
| 1971  | Love in Mind                        | Neil Young                    | Live at Massey Hall                              |                                         | Text: „Man made rules been holding back, church has long preached that sex is wrong, Jesus where has nature gone?“ |
| 1971  | Hymn 43                             | Jethro Tull                   | Aqualung                                         |                                         | Text: „Oh Jesus save me! If Jesus saves – well, he’d better save himself from the gory glory seekers who use his name in death. Oh Jesus save me!“ |
| 1970  | God                                 | John Lennon                   |                                                  |                                         | Text: „I don’t believe in Jesus, I don’t believe in Kennedy, I don’t believe in Buddha, I don’t believe in mantra, I don’t believe in Gita, I don’t believe in yoga, I don’t believe in kings, I don’t believe in Elvis, I don’t believe in Zimmerman, I don’t believe in Beatles, I just believe in me, Yoko and me, And that’s reality.“                                       |
| 1969  | Jesus Is Just Alright               | The Byrds                     | Ballad of Easy Rider                             |                                         | Cover des gleichnamigen 1966 erschienenen Songs der Art Reynolds Singers; weitere Versionen stammen u. a. von Underground Sunshine, The Doobie Brothers und Alexis Korner. |
| 1968  | Sympathy for the Devil              | The Rolling Stones            | Beggars Banquet                                  |                                         | Text: „And I was ’round when Jesus Christ had his moment of doubt and pain. Made damn sure that Pilate washed his hands and sealed his fate.“ |
| 1968  | Hair                                | Galt MacDermot                | Hair (Musical)                                   |                                         | Text: „My hair like Jesus wore it, Hallelujah I adore it / Hallelujah Mary loved her son, why don’t my mother love me?“ |
| 1968  | Mrs. Robinson                       | Simon and Garfunkel           | Bookends                                         |                                         | Text: „And here’s to you, Mrs. Robinson, Jesus loves you more than you will know.“ |
| 1964  | With God on Our Side                | Bob Dylan                     | The Times They Are a-Changin’                    |                                         | Text: „In a many dark hour I’ve been thinkin’ about this: That Jesus Christ was betrayed by a kiss. But I can’t think for you. You’ll have to decide whether Judas Iscariot had God on his side.“ |
| 1957  | Plastic Jesus                       | The Goldcoast Singers         | The Goldcoast Singers                            |                                         | Intention war ursprünglich, die religiösen Radioprogramme in den Vereinigten Staaten zu parodieren. |